# Laothoe flava
Laothoe flava är en fjärilsart som beskrevs av Max Bartel 1900. Laothoe flava ingår i släktet Laothoe och familjen svärmare. Inga underarter finns listade i Catalogue of Life.